# Nanohammus itzingeri
Nanohammus itzingeri là một loài bọ cánh cứng trong họ Cerambycidae.